# Кзыл-Ординский округ
Кзыл-Ординский округ — административно-территориальная единица Казакской АССР, существовавшая в 1928—1930 годах.
Кзыл-Ординский округ был образован 17 января 1928 года из части Сыр-Дарьинской губернии. Центром округа был назначен город Кзыл-Орда. Округ был разделён на 8 районов:
- Аральский район. Центр — город Аральск
- Аламесекский район. Центр — аул Аламесек
- Казалинский район. Центр — город Казалинск
- Кармакчинский район. Центр — посёлок Кармакчи
- Кара-Узякский район. Центр — село Терень-Узяк
- Карсакпайский район. Центр — завод Карсакпай
- Кзыл-Ординский район. Центр — город Кзыл-Орда
- Чиилийский район. Центр — посёлок Чиили

23 июня 1928 Кара-Узякский район был переименован в Терень-Узякский район.
17 декабря 1930 года округ, как и все остальные округа Казакской АССР, был упразднён, его районы укрупнены и переданы в прямое подчинение республиканским властям.